# Eugen Joseph Frans Vroemen
Eugen Joseph Frans Vroemen SMM (* 18. März 1910 in Elsloo, Provinz Limburg; † 27. Juli 1992) war ein niederländischer römisch-katholischer Ordensgeistlicher und Bischof von Chikwawa.

## Leben
Eugen Joseph Frans Vroemen trat der Ordensgemeinschaft der Montfortaner bei und empfing am 20. Februar 1937 das Sakrament der Priesterweihe.
Am 22. März 1965 ernannte ihn Papst Paul VI. zum ersten Bischof von Chikwawa. Der Erzbischof von Blantyre, John Baptist Hubert Theunissen SMM, spendete ihm am 5. Juni desselben Jahres in der Sint Martinuskerk in Beek die Bischofsweihe; Mitkonsekratoren waren der Bischof von Roermond, Petrus Moors, und der Bischof von Isangi, Lodewijk Antoon Jansen SMM.
Vroemen nahm an der vierten Sitzungsperiode des Zweiten Vatikanischen Konzils teil. Am 12. Februar 1979 nahm Papst Johannes Paul II. das von Eugen Joseph Frans Vroemen vorgebrachte Rücktrittsgesuch an.